# Francouzská ústava z roku 1791
První francouzská ústava byla přijata 3. září 1791 v průběhu Velké francouzské revoluce. Vypracovalo ji Ústavodárné národní shromáždění a jejím přijetím se Francie stala konstituční monarchií.

## Příprava ústavy

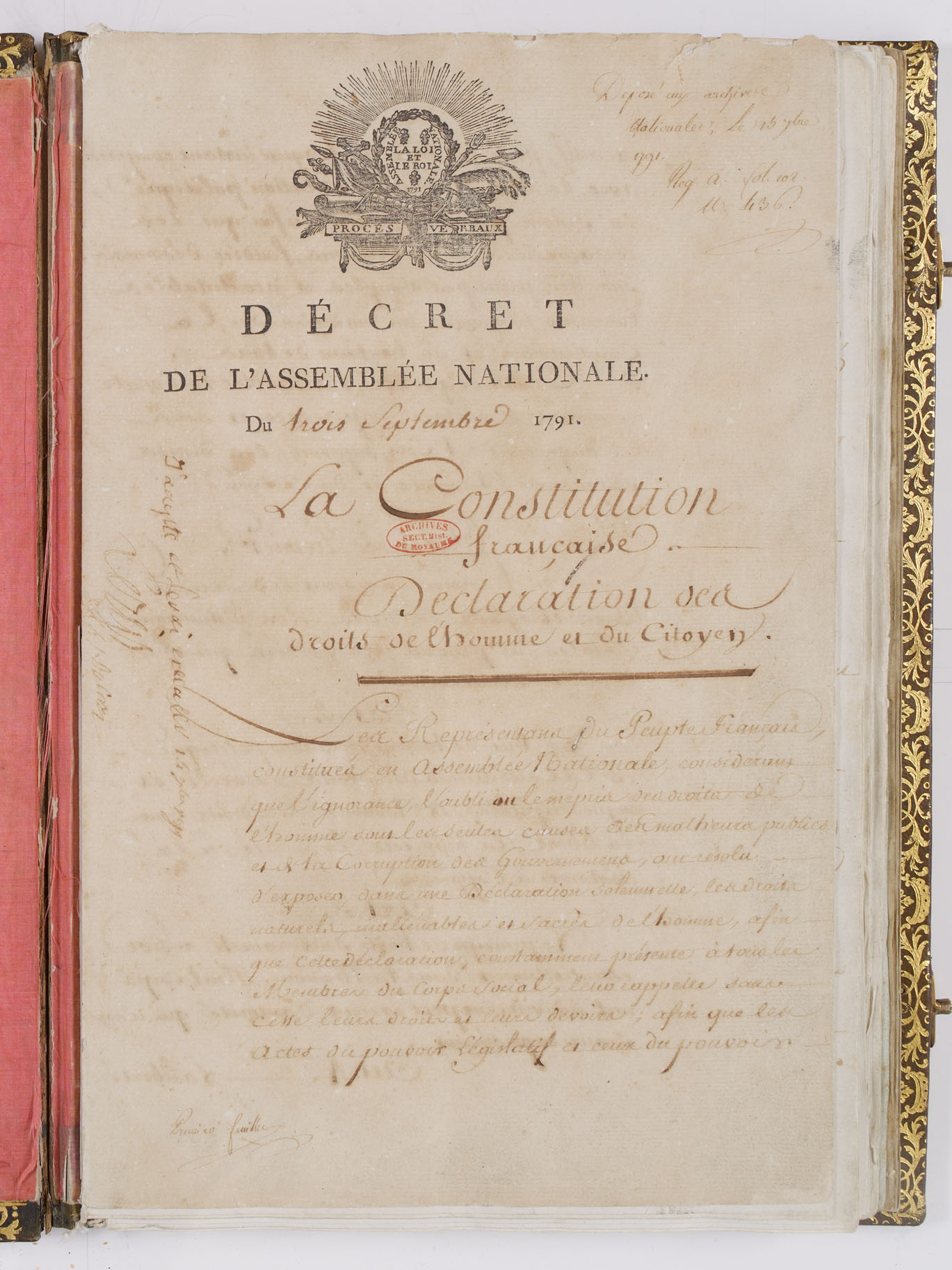

V průběhu shromáždění generálních stavů v roce 1789 se zástupci třetího stavu po přísaze v míčovně prohlásili 17. června Národním shromážděním. Později se připojily i další dva stavy a shromáždění, které si stanovilo jako svůj cíl vytvořit pro Francii ústavu, změnilo název na Ústavodárné národní shromáždění. Deklarace práv člověka a občana, přijatá již 26. srpna 1789, byla pak do ústavy začleněna jako preambule.
Ústavodárné shromáždění zasedalo denně od 9. července 1789 do 30. září 1791. Pro práci na ústavě byly vytvořeny speciální komise. Docházelo při tom k velkým sporům mezi poslanci konzervativnějšího a radikálnějšího zaměření, zejména pokud šlo o kompetence krále, s nímž ústava stále počítala. První ústava tedy byla monarchistická. Definitivní verze ústavy byla přijata 3. září 1791. Král ústavu stvrdil přísahou 14. září 1791. Podle této ústavy byli v červenci 1791 zvoleni zástupci do Zákonodárného národního shromáždění. To zahájilo svou činnost poté, co se koncem září Ústavodárné shromáždění rozpustilo.

## Struktura a obsah

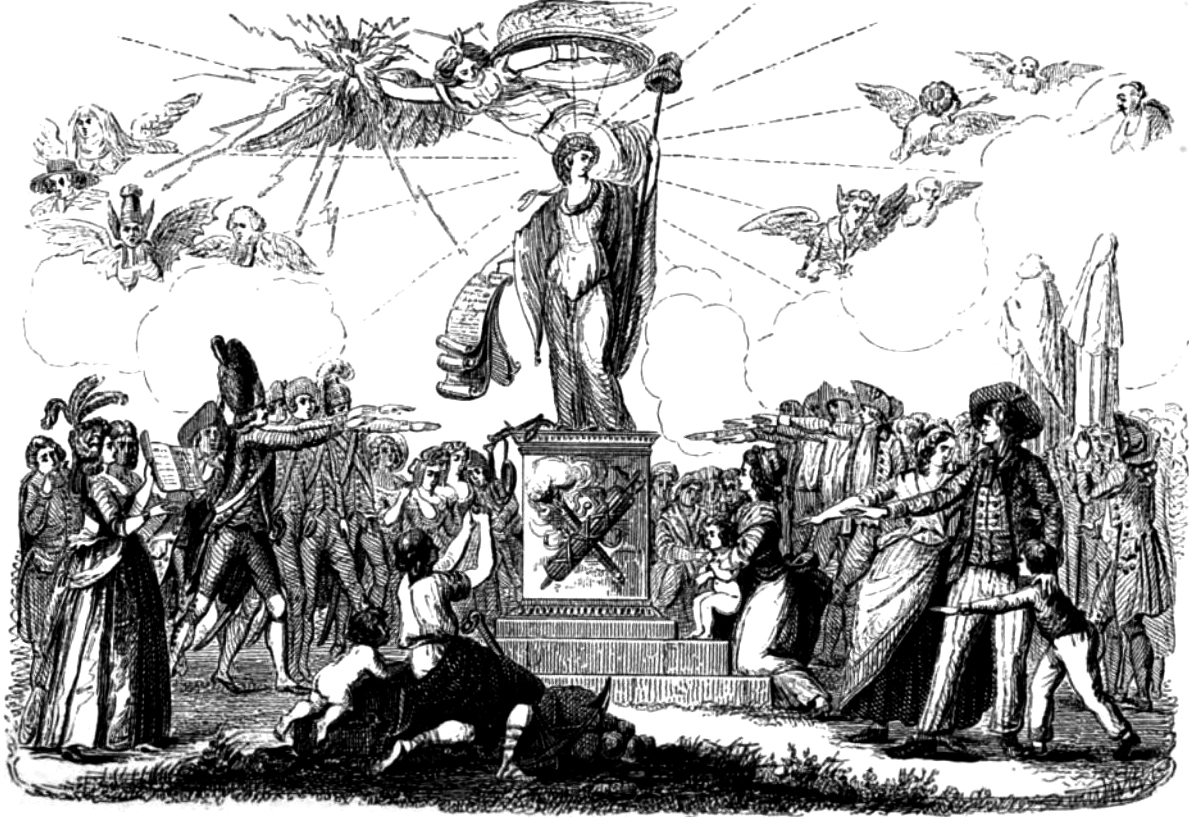
Přijetí ústavy

První francouzská ústava se inspirovala americkou ústavou z roku 1787. Jejím klíčovým bodem je národní svrchovanost, která je jediná, nedotknutelná, nezcizitelná a náleží celému národu.
Ústava je tvořena preambulí a několika hlavami. První hlava zaručuje tzv. přirozená a občanská práva. K nim patří možnost přístupu všech občanů k úřadům a místům (s omezením daným jejich schopnostmi), rovnost před zákonem, svoboda slova, pohybu, shromažďování a vyznání, petiční právo, nedotknutelnost majetku a další. Druhá hlava deklaruje jednotnost a nedělitelnost země a stanoví její rozčlenění na 83 departementů, které se dále člení na okresy a kantony, definuje také občanství a možnost ztráty občanství. Třetí, nejdůležitější a nejrozsáhlejší hlava se věnuje orgánům veřejné moci. Zbytek ústavy se zabývá organizací vojenské moci, výběrem daní apod.

### Organizace veřejné moci
Veřejná moc je podle ústavy založena na principu národní svrchovanosti, národ ji však může realizovat pouze v zastoupení. V ústavě je zakotven princip oddělení moci zákonodárné, výkonné a soudní, přičemž moc zákonodárná je nadřazena moci výkonné.
Francie zůstala dědičnou monarchií, král však musel přísahat na ústavu. Zákonodárná moc byla svěřena jednokomorovému parlamentu, Zákonodárnému národnímu shromáždění, jehož zástupci měli být voleni na 2 roky. Kromě zákonodárné činnosti mělo shromáždění také kontrolovat moc výkonnou a nesměl ho rozpustit ani král. Králi jakožto hlavnímu představiteli výkonné moci, o niž se dělí se šesti ministry, které sám jmenuje i odvolává, zůstala řada kompetencí. Po velkých diskusích bylo králi ponecháno právo suspenzívního veta, tj. mohl odmítnout nařízení vydané shromážděním, které ho poté muselo znovu dvakrát odhlasovat, aby vstoupilo v platnost.

### Volební systém
Volební systém byl založen na majetkovém cenzu. Ústava rozlišovala občany aktivní a pasivní. Dávala všem rovná občanská práva (např. na osobní svobodu a majetek), ale právo volit bylo omezeno podle výše daně, kterou lidé odváděli státu. Volební systém byl dvoustupňový, aktivní občané volili tzv. volitele. Volební cenzus dále omezoval možnost být volen pouze pro majetnější občany.

## Další vývoj
Po lidovém povstání a útoku na Tuilerijský palác 10. srpna 1792 Zákonodárné národní shromáždění krále suspendovalo a nechalo uvěznit. Již následujícího dne přijalo shromáždění dekret, který požadoval vytvoření Národního konventu, jehož úkolem mělo být i zpracování nové, republikánské ústavy. Pro volby do Konventu bylo zrušeno rozdělení občanů na aktivní a pasivní, zvolen mohl být každý muž starší 25 let. Konvent zrušil monarchii a zpracoval a na jaře 1793 schválil novou ústavu, která bývá označována jako Ústava z roku I, ta však nikdy nevstoupila v platnost. Další republikánská ústava, zvaná Ústava z roku III, byla přijata až v roce 1795, po thermidorském převratu.